# Kapliczka św. Walentego w Łodzi
Kapliczka św. Walentego w Łodzi – nieistniejąca dziś, modrzewiowa kapliczka pw. św. Walentego z I poł. XVIII w., znajdująca się w lesie łagiewnickim w Łodzi (przy ulicy Okólnej). Posiadała ona podziemia i służyła m.in. jako kaplica cmentarna (sam cmentarz znajdował się obok).

## Budowa i funkcjonowanie
Kapliczka została wzniesiona w 1729 r. na planie prostokąta, z drewna pochodzącego z pierwszego kościoła w Łagiewnikach. Znajdowała się na niewielkim wzniesieniu, nieco na południe od klasztoru Franciszkanów. Ówczesny przełożony klasztoru franciszkanów, o. Antoni Trevani, tak podsumował wydatki związane z budową: Cieśli wypłacono 270 zł, za ołtarz 76 zł, za obrazy 19 zł. Razem za wszystkie prace związane wtedy z budową kaplic wypłacono 485 zł i 6 gr.
Opiekę nad kapliczką sprawowali przełożeni miejscowego klasztoru. W 1751 r. wyremontowano ją wraz z barokową wieżyczką i otoczono drewnianym parkanem. Na przełomie XVIII/XIX w., podczas kolejnych remontów, nakryto kapliczkę blachą i dostawiono niewielkie prezbiterium.
To właśnie w kaplicy św. Walentego bł. o. Rafał Chyliński odmawiał modlitwy nad chorymi, przybywającymi z pielgrzymką do Łagiewnik w nadziei na odzyskanie zdrowia. Kapliczka służyła ponadto jako jedna z czterech stacji-ołtarzy podczas procesji do 4 ołtarzy w uroczystość Bożego Ciała.
W pobliżu kaplicy znajdował się cmentarz grzebalny, gdzie – uzyskawszy pozwolenie proboszcza ze Zgierza – chowano zmarłych dobrodziejów klasztoru. Na tym cmentarzu spoczęła m.in. matka bł. o. Rafała Chylińskiego, która przez ostatnie lata życia (1738–1742) mieszkała przy klasztorze „na dewocji”, poświęcając czas na modlitwę i działalność dobroczynną.

## II wojna światowa
Tragiczne losy II wojny światowej nie ominęły również tego miejsca. 12 listopada 1939 r. Niemcy rozstrzelali tu aresztowanych wcześniej nauczycieli, pracujących w okolicznych szkołach łódzkich. 
Zbiorowy grób pomordowanych znajduje się na parafialnym cmentarzu łagiewnickim. Sama zaś kapliczka została barbarzyńsko zdewastowana i zniszczona jesienią 1941 r. Pozostały po niej tylko fundamenty. W tym czasie rozebrano i spalono dwie inne kapliczki: Matki Bożej Anielskiej oraz kaplicę domek ojca Rafała.

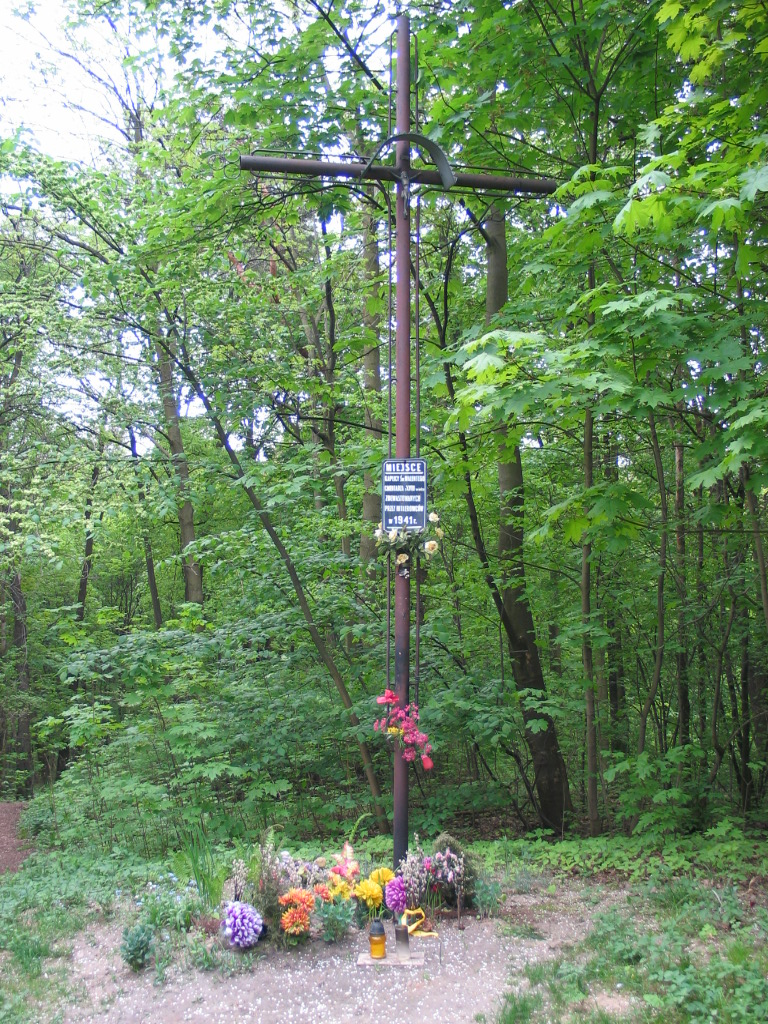
Miejsce po kapliczce (współcześnie)

Obecnie w miejscu, gdzie znajdowała się kapliczka św. Walentego, na niewielkim wzniesieniu otoczonym wieńcem drzew, stoi 7-metrowy krzyż z pamiątkową tablicą. Napis na tablicy brzmi: Miejsce kaplicy św. Walentego – cmentarza z XVIII wieku – zdewastowanych przez hitlerowców w 1941 r.
24 maja 2011 r. podczas prac porządkowych na terenie nieistniejącej kapliczki św. Walentego odkryto cmentarzysko ludzkich szczątków. Pochodzą one z XVIII-wiecznego cmentarza, jaki istniał w tym miejscu.

## W pobliżu
- Pałac Ludwika Heinzla w Łagiewnikach
- Łódzki Klub Jeździecki
- Kościół św. Antoniego w Łodzi
- Klasztor Franciszkanów w Łodzi-Łagiewnikach
- Kapliczki św. Rocha i św. Antoniego w Łodzi
- Wyższe Seminarium Duchowne oo. Franciszkanów w Łodzi
- Kapliczka Przemienienia Pańskiego w Łodzi
- Cmentarz w Łodzi – Łagiewnikach
- Festiwal Muzyki w Starym Klasztorze